# Pisulj
Pisulj je hrid uz zapadnu obalu Istre, oko 7 km južno od Rovinja, oko 200 metara od obale. Nalazi se između Gustinje, uvala Palud i Sv. Pavao i Ornitološkog rezervata Palud.
Površina hridi je 5703 m2, duljina obalne crte 275 m, a visina 4 metra.
Na Pisulju je arheološko nalazište iz bakrenog doba. Eneolitički se sastojci javljaju zajedno s mlađim neolitičkim i ranobrončanodobnim nalazima (3500–1800. pr. Kr.).
U Državnom programu zaštite i korištenja malih, povremeno nastanjenih i nenastanjenih otoka i okolnog mora Ministarstva regionalnoga razvoja i fondova Europske unije, svrstana je pod "manje nadmorske tvorbe (hridi različitog oblika i veličine)". Pripada Gradu Rovinju.